# Маркус Ерікссон
Маркус Торбйорн Ерікссон (швед. Marcus Thorbjörn Ericsson, нар. 2 вересня 1990, Кумла, Швеція) — шведський автогонщик, чемпіон Японської Формули-3 2009 року. Виступав у GP2 з 2009 по 2013 роки та у Формулі-1 з 2014 по 2018 роки. З 2019 року виступає в IndyCar Series, зараз є пілотом команди Chip Ganassi Racing.

## Кар'єра

### Картинг
Маркус Ерікссон вперше сів за кермо гоночного карта в дев'ять років на картодромі, який належав Фредріку Екблуму. Згодом Екблум зацікавився своїм юним співвітчизником, який зміг проїхати коло на рівні рекорду траси. Екблум зустрівся з батьком юнака і переконав того серйозно зайнятися кар'єрою сина, зі свого боку посприявши в пошуках джерел фінансування виступів Маркуса. За кілька років у подібних гонках Ерікссон досягнув непоганих успіхів у північноєвропейських змаганнях, а також звернув на себе увагу іншого відомого шведського автогонщика - Кенні Брака, який посприяв переходу Маркуса до гонок формульного типу. Своїм характером Маркус нагадав Браку самого Алена Проста.

### Формула-БМВ

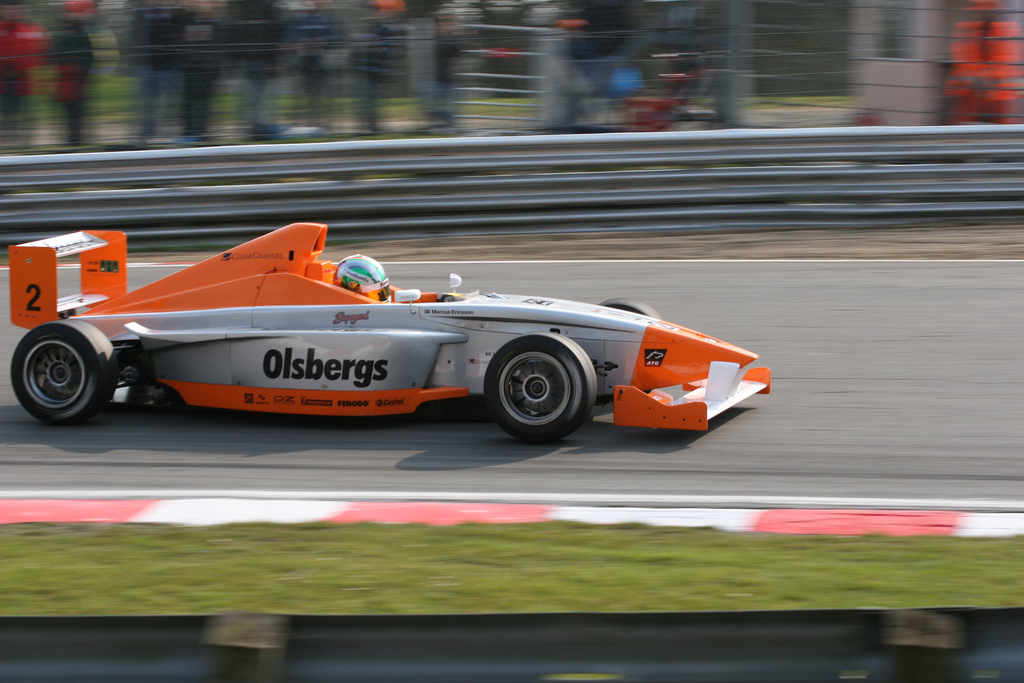
Маркус Ерікссон виграє етап Формули-БМВ у Брендс-Гетчі

Кенні Брак зміг влаштувати юного пілота в команду Fortex Motorsport, яка виступала в британському чемпіонаті Формула-БМВ. Маркус виступив вдало — виграв 7 гонок із 18-ти та став чемпіоном серії, випередивши своїх основних конкурентів чеха Йозефа Краля та британця Генрі Ерандела.

### Формула-3

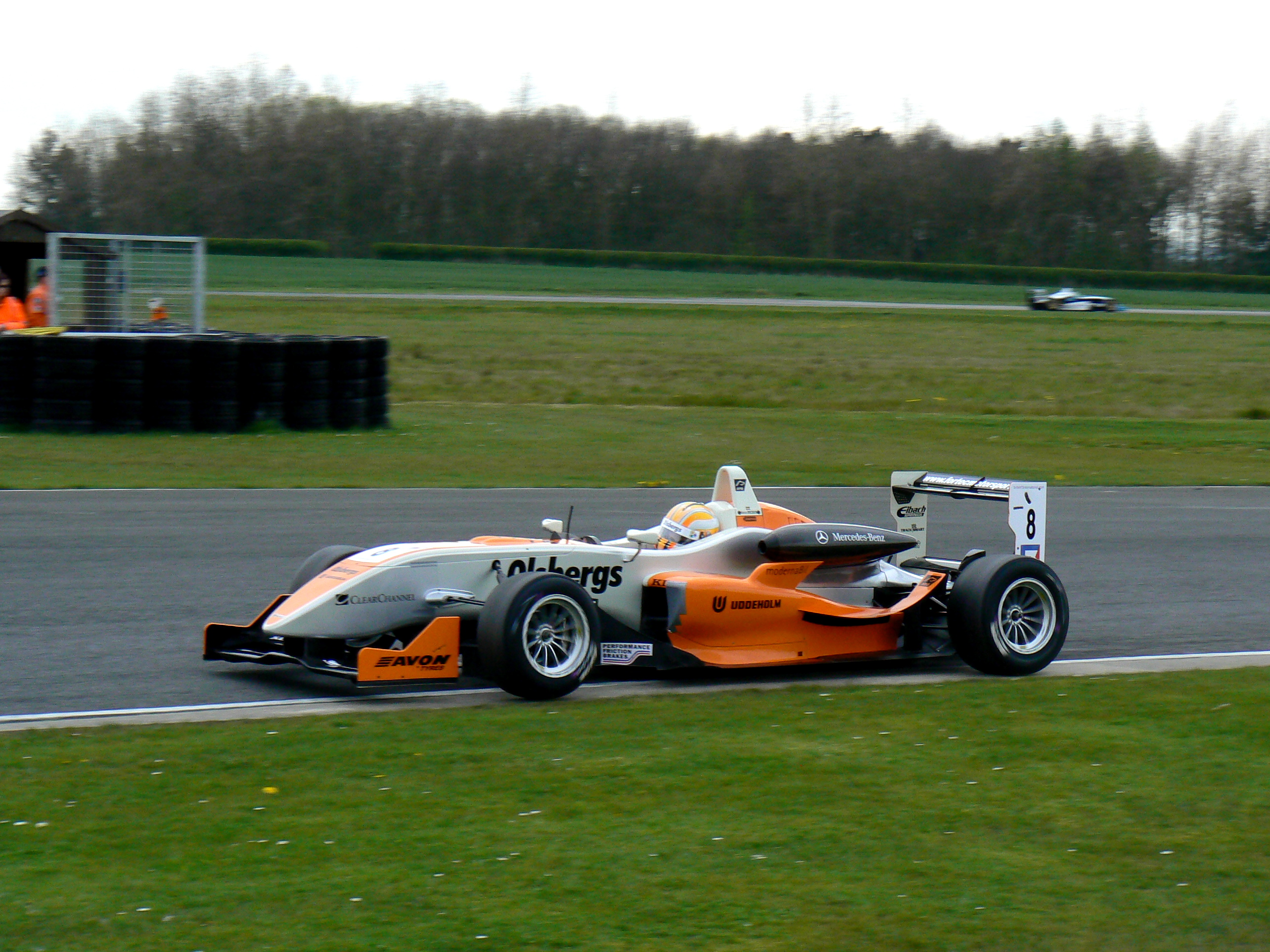
Маркус Ерікссон за кермом команди Fortex Формули-3

Швидкий успіх на незнайомих трасах дозволив йому наступного року перейти в більш конкурентну британську Формулу-3, де Ерікссон також не розгубився, посівши п'яте місце в чемпіонаті. Також 2009 року Маркус зміг здобути титул в японській Формулі-3 в складі команди TOM’S. В листопаді того ж року він здобув поул-позишн на Гран-прі Макао, проте фінішувати зміг лише на четвертому місці.

### GP2

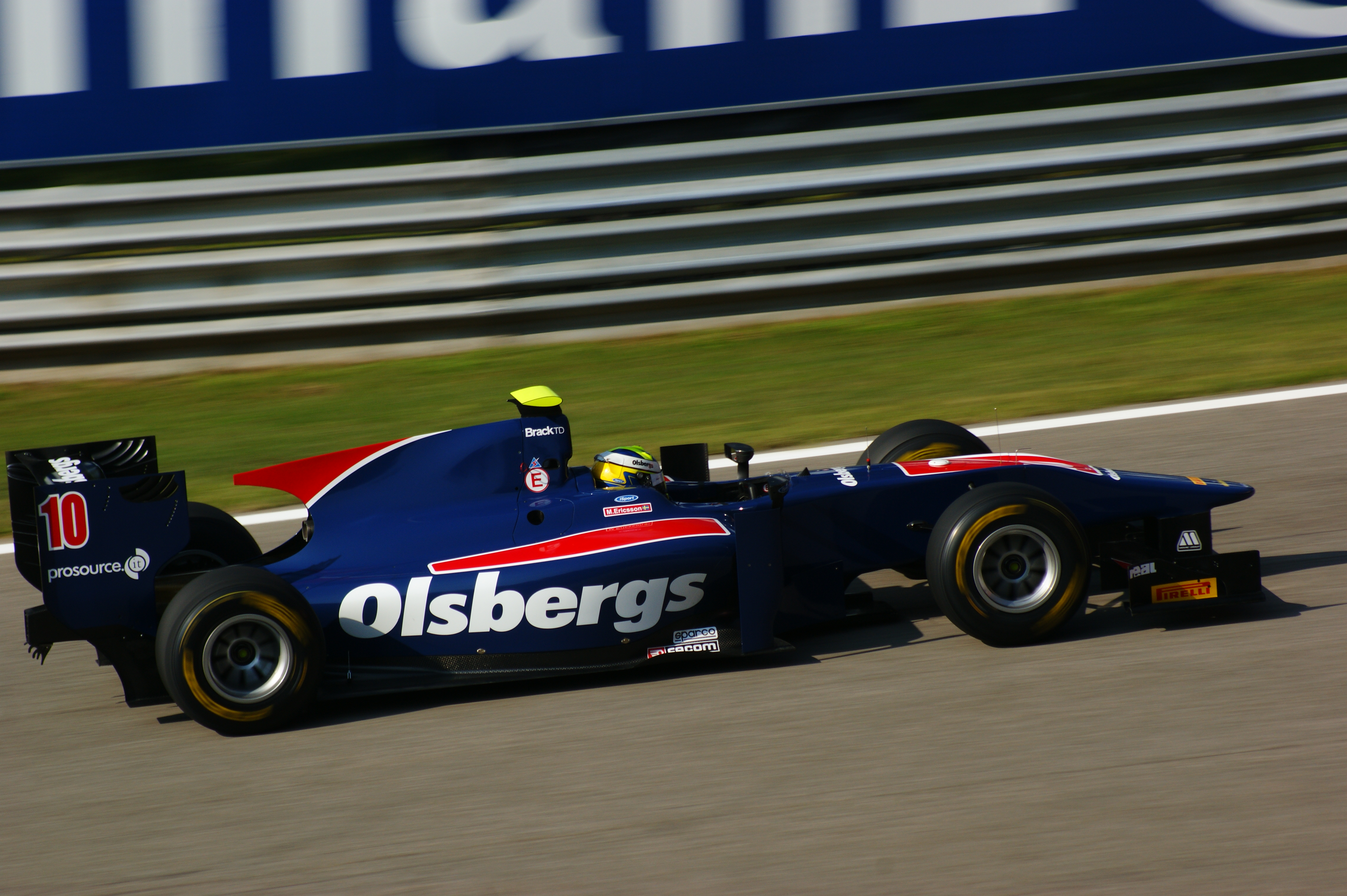
Ерікссон на Гран-прі Італії GP2 2011

Ерікссон почав свою кар'єру в GP2 із зимової серії GP2 Asia 2009/10 років, де не здобув жодного очка. Проте щедра спонсорська підтримка дозволила йому підписати контракт із командою SuperNova, де його напарником став конкурент по Формулі-БМВ Йозеф Краль, якого згодом замінив італієць Лука Філіппі. Маркус переміг у спринтовій гонці на міській трасі у Валенсії, проте закінчив сезон лише на 17-му місці.
2011 року Ерікссон перейшов до команди iSport International разом із Семом Бьордом. Він посів шосте місце в азійській серії та десяте місце в основній. Наступного року швед залишився в тій же команді, але його напарником став Джоліон Палмер. Маркус виграв гонку в Спа і закінчив сезон восьмим. Четвертий для себе сезон у GP2 Маркус Ерікссон розпочав у складі діючих чемпіонів серії команди DAMS. Він знову виграв лише одну гонку, але на цей раз на трассі Нюрбургринг в Німеччині. Здобувши за сезон п'ять подіумів, Маркус посів шосте місце в чемпіонаті.

### Формула-1

#### Brawn GP
Вперше за кермо автомобіля Формули-1 Маркус сів 1 грудня 2009 року на тестах на трасі Херес у складі на той момент чемпіонської команди Brawn GP. Він програв на них пілоту IndyCar Series Майку Конвею три десяті секунди, однак шеф команди Росс Брон похвалив молодого шведа за хороший зворотній зв'язок.

#### Caterham
21 січня 2014 року було оголошено, що Маркус Ерікссон проведе цей рік у команді Caterham F1 разом із Камуї Кобаясі. Британсько-малайзійський колектив був найслабшою командою чемпіонату, і Маркус вкрай рідко отримував шанс боротися хоча б у середині пелотону Втім, такі можливості час від часу випадали, і на Гран-прі Монако, де багато пілотів припустилися результативних помилок, Ерікссон зміг до кінця гонки піднятися на 11-е місце, за крок від очкової зони. Успіх в Монако не мав подальшого продовження, а після Гран-прі Росії Caterham узагалі не змогли продовжити сезон. Тож на гонці в Сполучених Штатах Маркус тимчасово став коментатором на шведському телебаченні. Згодом Ерікссон і його менеджмент достроково розлучилися з малайзійським колективом, підписавши угоду з Sauber.

#### Sauber
2015 року Маркус в Sauber істотно поступався партнеру Феліпе Насру, але загальна швидкість боліда була набагато вищою. В результаті вже на першому Гран-прі сезону в Австралії пілоти швейцарської команди боролися в середині пелотону. В результаті Ерікссон фінішував восьмим, а Наср — п'ятим. В Малайзії Маркус вперше пройшов у третій сегмент кваліфікації, посівши там 10-те місце, проте зійшов уже на четвертому колі. Загалом у сезоні Ерікссон п'ять разів здобував очки, але після Австралії вище дев'ятого місця не підіймався і загалом здобув 9 очок. Тим часом Наср здобув 27 очок — втричі більше, ніж в Ерікссона.
Наступного сезону команда стала виступати значно слабше через фінансові проблеми. Ерікссон за весь сезон так і не зміг набрати жодного очка, а в Монако зіштовхнувся з Насром, який зумів набрати 2 очка лише на передостанній гонці сезону в Бразилії. Це дозволило Sauber фінішувати на 10-му місці в Кубку Конструкторів та отримати призові за сезон. Але незважаючи на це, в команді залишили тільки Маркуса Ерікссона. Пізніше стало відомо, що його напарником у сезоні 2017 року стане німець Паскаль Верляйн.

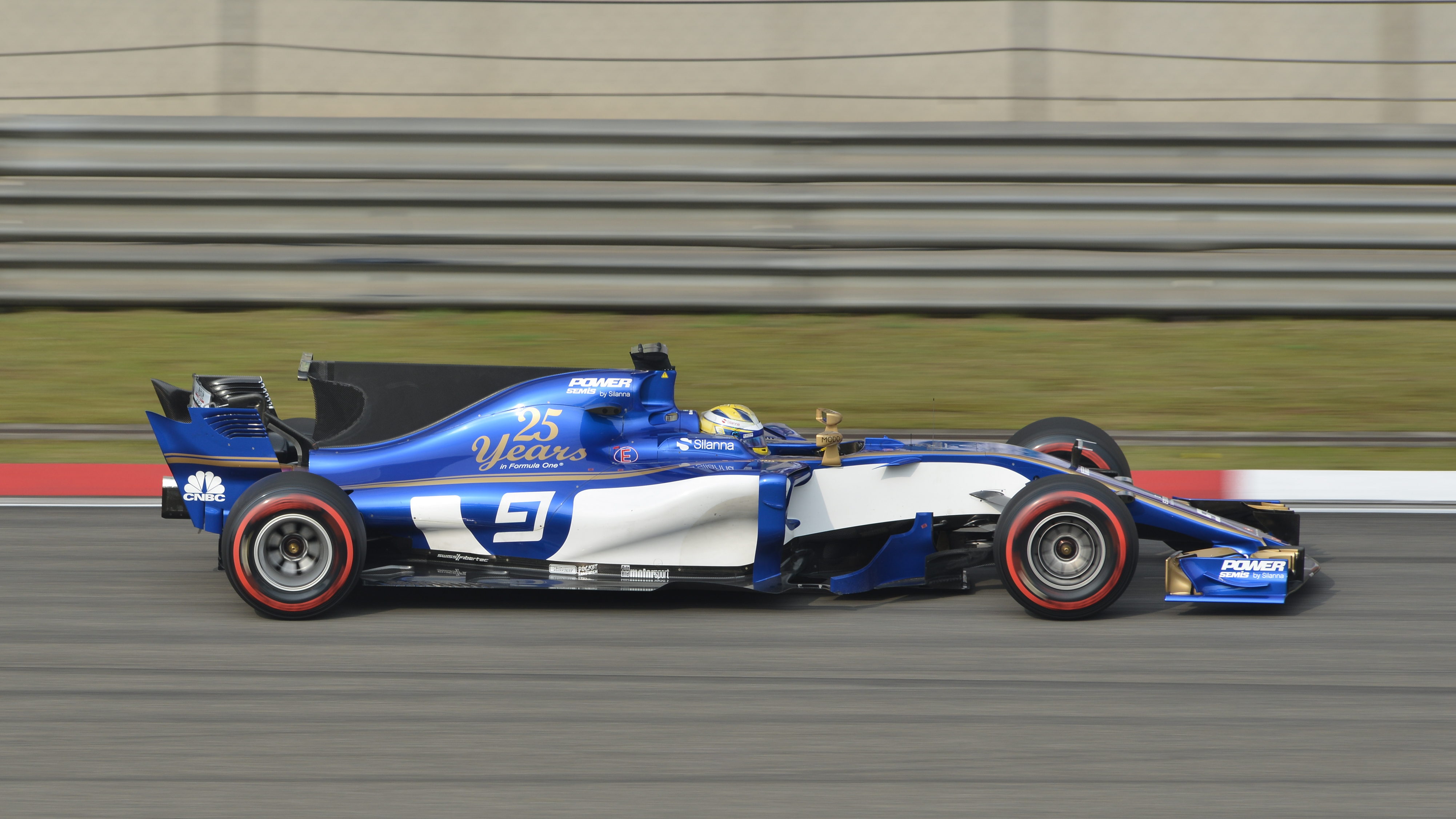
Ерікссон на Гран-прі Китаю 2017 року

На перших двох Гран-прі сезону через травму шиї Верляйна замінив італієць Антоніо Джовінацці. Проте Маркус програв внутрішньокомандне протистояння Паскалю, який здобув п'ять очок, в той час, як Ерікссон другий поспіль сезон закінчив із нулем. Однак спонсорські виплати забезпечили Маркусу місце і на 2018 рік, в той час як Верляйн був змушений залишити Формулу-1.
На Гран-прі Бахрейну 2018 року Ерікссон посів 9 місце і приніс Sauber перші очки в сезоні. Незважаючи на це, він набрав значно менше очок (9 проти 39), ніж його новий напарник - дебютант Формули-1 Шарль Леклер. За підсумками сезону Ерікссон посів 17 місце в особистому заліку. На наступний рік команда Sauber була перетворена в Alfa Romeo і повністю оновила свій склад — її пілотами стали Кімі Райкконен і Антоніо Джовінацці. Маркус Ерікссон втратив місце бойового пілота у Формулі-1, але став тест-пілотом Alfa Romeo. Тим часом Леклер став бойовим пілотом Феррарі.

### IndyCar
30 жовтня 2018 року команда Schmidt Peterson Motorsports, яка виступає в американській серії Індікар, оголосила, що Ерікссон стане її бойовим пілотом у 2019 році. Під час свого дебютного сезону він фінішував на подіумі на Гран-прі Детройта. Гонку «Індіанаполіс 500» Ерікссон закінчив 23-м, відставши від переможця Симона Пажно на два кола. Гран-прі Портленда Маркус був вимушений пропустити через виконання обов'язків третього пілота Alfa Romeo: Кімі Райкконен зазнав травми і не було до кінця зрозуміло, чи вийде він на старт. Втім, фін зміг стартувати в Гран-прі і допомога Маркуса не знадобилася. Ерікссон завершив сезон на 17-му місці.
На сезон 2020 року Ерікссон перейшов до лав команди Chip Ganassi Racing, проте через пандемію Covid-19 сезон було відкладено на невизначений термін.

## Статистика

### Повна таблиця результатів
| Сезон   | Серія                  | Команда                            | К-ть гонок | Перемоги   | Поули      | ШК         | Подіуми    | Очки       | Місце      |
| ------- | ---------------------- | ---------------------------------- | ---------- | ---------- | ---------- | ---------- | ---------- | ---------- | ---------- |
| 2007    | Британська Формула-БМВ | Fortec Motorsport                  | 18         | 7          | 11         | 6          | 13         | 676        | 1          |
| 2008    | Британська Формула-3   | Fortec Motorsport                  | 22         | 0          | 2          | 4          | 5          | 141        | 5          |
| 2008    | Гран-прі Макао         | Carlin Motorsport                  | 1          | 0          | 0          | 0          | 0          | —          | —          |
| 2009    | Японська Формула-3     | TOM'S                              | 16         | 5          | 5          | 9          | 11         | 112        | 1          |
| 2009    | Гран-прі Макао         | TOM'S                              | 1          | 0          | 1          | 0          | 0          | —          | 4          |
| 2009    | Британська Формула-3   | Räikkönen Robertson Racing         | 6          | 2          | 1          | 0          | 3          | 65         | 11th       |
| 2009–10 | GP2                    | ART Grand Prix                     | 2          | 0          | 0          | 0          | 0          | 0          | 24         |
| 2009–10 | GP2                    | Super Nova Racing                  | 2          | 0          | 0          | 0          | 0          | 0          | 24         |
| 2010    | GP2                    | Super Nova Racing                  | 20         | 1          | 0          | 0          | 1          | 11         | 17         |
| 2011    | GP2                    | iSport International               | 18         | 0          | 0          | 0          | 2          | 25         | 10         |
| 2011    | GP2 Asia               | iSport International               | 4          | 0          | 0          | 0          | 1          | 9          | 6          |
| 2011    | GP2 Final              | iSport International               | 2          | 0          | 0          | 0          | 1          | 10         | 2nd        |
| 2012    | GP2 Series             | iSport International               | 24         | 1          | 0          | 1          | 5          | 124        | 8          |
| 2013    | GP2 Series             | DAMS                               | 22         | 1          | 2          | 3          | 5          | 121        | 6          |
| 2014    | Формула-1              | Caterham F1 Team                   | 16         | 0          | 0          | 0          | 0          | 0          | 19         |
| 2015    | Формула-1              | Sauber F1 Team                     | 19         | 0          | 0          | 0          | 0          | 9          | 18         |
| 2016    | Формула-1              | Sauber F1 Team                     | 21         | 0          | 0          | 0          | 0          | 0          | 22         |
| 2017    | Формула-1              | Sauber F1 Team                     | 20         | 0          | 0          | 0          | 0          | 0          | 20         |
| 2018    | Формула-1              | Alfa Romeo Sauber F1 Team          | 21         | 0          | 0          | 0          | 0          | 9          | 17         |
| 2019    | IndyCar                | Arrow Schmidt Peterson Motorsports | 16         | 0          | 0          | 1          | 1          | 290        | 17         |
| 2019    | Formula One            | Alfa Romeo Racing                  | Тест-пілот | Тест-пілот | Тест-пілот | Тест-пілот | Тест-пілот | Тест-пілот | Тест-пілот |

### Результати виступів у Формулі-1
| Рік  | Команда          | Шасі               | Двигун                              | 1        | 2        | 3        | 4      | 5      | 6        | 7        | 8      | 9        | 10       | 11       | 12     | 13       | 14       | 15       | 16       | 17     | 18       | 19     | 20       | 21       | Місце в чемпіонаті | Очки в чемпіонаті |
| ---- | ---------------- | ------------------ | ----------------------------------- | -------- | -------- | -------- | ------ | ------ | -------- | -------- | ------ | -------- | -------- | -------- | ------ | -------- | -------- | -------- | -------- | ------ | -------- | ------ | -------- | -------- | ------------------ | ----------------- |
| 2014 | Caterham F1 Team | Caterham CT05      | Renault Energy F1 2014 1.6 V6 turbo | AUS Схід | MAL 14   | BHR Схід | CHN 20 | ESP 20 | MON 11   | CAN Схід | AUT 18 | GBR Схід | GER 18   | HUN Схід | BEL 17 | ITA 19   | SIN 15   | JPN 17   | RUS 19   | USA    | BRA      | ABU    |          |          | 19                 | 0                 |
| 2015 | Sauber F1 Team   | Sauber F1 Team C34 | Ferrari 060/3 1.6 V6 turbo          | AUS 8    | MAL Схід | CHN 10   | BHR 14 | ESP 14 | MON 13   | CAN 14   | AUT 13 | GBR 11   | HUN 10   | BEL 10   | ITA 9  | SIN 11   | JPN 14   | RUS Схід | USA Схід | MEX 12 | BRA 16   | ABU 14 |          |          | 18                 | 9                 |
| 2016 | Sauber F1 Team   | Sauber F1 Team C35 | Ferrari 061/3 1.6 V6 turbo          | AUS Схід | BHR 12   | CHN 16   | RUS 14 | ESP 12 | MON Схід | CAN 15   | EUR 17 | AUT 15   | GBR Схід | HUN 20   | GER 18 | BEL Схід | ITA 16   | SIN 17   | MAL 12   | JPN 15 | USA 14   | MEX 11 | BRA Схід | ABU 15   | 22                 | 0                 |
| 2017 | Sauber F1 Team   | Sauber F1 Team C36 | Ferrari 062/3 1.6 V6 turbo          | AUS Схід | CHN 15   | BHR Схід | RUS 15 | ESP 11 | MON Ret  | CAN 13   | AZE 11 | AUT 15   | GBR 14   | HUN 16   | BEL 16 | ITA 18†  | SIN Схід | MAL 18   | JPN Схід | USA 15 | MEX Схід | BRA 13 | ABU 17   |          | 20                 | 0                 |
| 2018 | Sauber F1 Team   | Sauber F1 Team C36 | Ferrari 062/3 1.6 V6 turbo          | AUS Схід | BHR 9    | CHN 16   | AZE 11 | ESP 13 | MON 11   | CAN 15   | FRA 13 | AUT 10   | GBR Схід | GER 9    | HUN 15 | BEL 10   | ITA 15   | SIN 11   | RUS 13   | JPN 12 | USA 10   | MEX 9  | BRA Схід | ABU Схід | 17                 | 9                 |